# 日尔蒙瓦勒达若勒
日尔蒙瓦勒达若勒（法語：Girmont-Val-d'Ajol，法語發音：[ʒiʁmɔ̃ val daʒɔl] ⓘ）是法国大東部大區孚日省的一个市镇，属于埃皮纳勒区。

## 地理
日尔蒙瓦勒达若勒（47°57'14"N, 6°33'41"E）面积16.67 平方千米，位于法国大東部大區孚日省，该省份为法国东北部内陆省份，北起默兹省和默尔特-摩泽尔省，西接上马恩省，南至上索恩省和贝尔福地区省，东临上莱茵省和下莱茵省。
与日尔蒙瓦勒达若勒接壤的市镇（或旧市镇、城区）包括：摩泽尔河畔吕、圣艾蒂安-莱勒米尔蒙、勒瓦勒达若勒、拉隆日讷、拉蒙塔涅、多马坦莱勒米尔蒙。

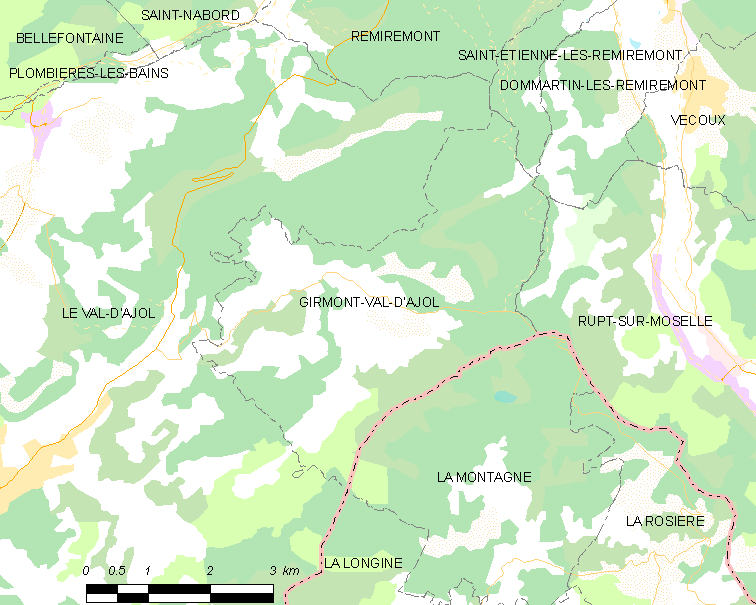
日尔蒙瓦勒达若勒的OSM定位图

日尔蒙瓦勒达若勒的时区为UTC+01:00、UTC+02:00（夏令时）。

## 行政
日尔蒙瓦勒达若勒的邮政编码为88340，INSEE市镇编码为88205。

## 政治
日尔蒙瓦勒达若勒所属的省级选区为勒瓦勒达若勒县。

## 人口

1962-2008年间日尔蒙瓦勒达若勒人口变化图示

日尔蒙瓦勒达若勒于2022年1月1日时的人口数量为256人。